# 노스웨스트 에어링크

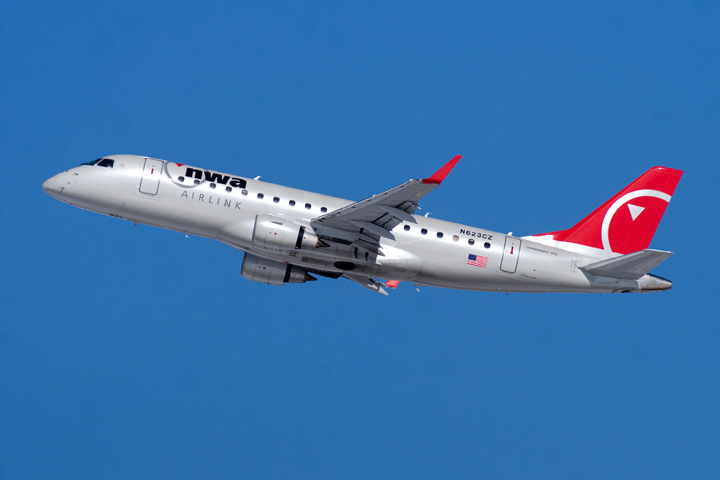
노스웨스트 에어링크의 엠브라에르 E-175

노스웨스트 에어링크(영어: Northwest Airlink)는 구 노스웨스트 항공을 위해 4개의 지역 항공사가 운항하고 있는 명칭으로 이에 참여하는 항공사 구 노스웨스트 항공의 편명으로 구 노스웨스트 항공의 허브 공항과 지방 공항 노선을 소형 항공기로 운항했다. 하지만 2010년 1월 1일에 델타 항공과 합병되면서 델타 커넥션으로 통합했다.

## 회원사
- 컴패스 에어라인
- 피나클 항공
- 메사바 항공

## 같이 보기
- 미국의 없어진 항공사 목록